# Grube Helene
Die Grube Helene war ein Bergwerk bei Sechshelden (Gemeinde Haiger) im Lahn-Dill-Kreis. Die Grube lag zwischen Sechshelden und Haiger in der Nähe der alten Bundesstraße 277. Abgebaut wurde Eisenstein und Kupfer.